# Опис Египта
Опис Египта (фр. Description de l'Égypte) је била вишетомна публикација која је излазила од 1809. до 1829. године и нудила први свеобухватни каталог културе древног и модерног Египта, као и природне историје ове земље. Дело је настало као рад 160 истраживача и научника који су заједно са Наполеоном учествовали у његовој инвазији на Египат (део Француских револуционарних ратова) од 1798. до 1801. године. Осим њих, на публикацији књиге је радило и 2.000 уметника и техничара.
Пун назив публикације је Description de l'Égypte, ou Recueil des observations et des recherches qui ont été faites en Égypte pendant l'expédition de l'armée française (срп. Опис Египта, сабране опсервације и истраживања која су спроведена у Египту током експедиције француске војске).

## Припрема и публикација
Око 160 научника и истраживача од којих су многи били из Француског института је радило на истраживањима за Опис Египта. Колективно су познати под називом Комисија науке и уметности (фр. Commission des Sciences et des Arts), а трећина људи који су учествовали у раду ће касније постати чланови Египатског научног института (фр. Institut d'Égypte).
По наређењу Наполеона, Египатски научни институт је основан крајем августа 1798. године у Каиру и његов председник је био Гаспар Монж. Сама организација института је урађена по угледу на Француски институт. У њему се налазила библиотека, неколико лабораторије, радионица и разне колекције. Међутим, радионица није служила само за истраживања, већ је снабдевала и војску потребном опремом. Бројни инструменти су морали да се направе у Каиру како би се надокнадили они који су били изгубљени када је потопљена француска флота у августу 1798. године током Битке код Абукира и протеста у Каиру у октобру исте године. Осим што су се бавио истраживањем и снабдевањем војске, Институт је такође публиковао журнал (La Decade Egyptienne) и новине (Courier de L'Egypte).
Идеја да се заједно публикују целокпуна запажања и истраживања сакупљена током експедиције је почела да се реализује још у новембру 1798. године када је Жозефу Фурију поверен задатак да сакупи прегледе истраживања из свих дисциплина како би се публиковали. Након пораза, француска војска је напустила Египат 1801. године, а са њима је пошла и Комисија која је са собом понела велики број бележака, цртежа и мањих артефаката које су могли да прошверцују поред Британца.
Фебруара 1802. године Жан Антон Шапел, француски министар унутрашњих послова, је по Наполеоновом наређењу издао да се оформи комисија која ће сабрати огроман број сакупљених података током експедиције у једну публикацију. У ову публикацију ће се укључити и већ објављене ствари у журналу и новинама Египатског научног института и Мемоари из Египта (фр. Memoires sur l'Egypte) које је објавила француска влада током саме кампање, као и белешке и илустрације бројних истраживача и научника који су учествовали у кампањи. Због велике количине података које је требало објавити прошло је више од 20 година рада пре него што је публикован први том.
Првих десет томова гравура су представљени Наполеону у јануару 1808. године. Први томови су објављени по наређену цара, а каснији ће бити објављени по наређену краља и на крају по наређену владе. Урађено је и друго издање Описа Египта у ком је проширен текст и који је објављен у мањем формату.

## Радња
Типолошки квалитет текста, лепе илустрације и необични велики формат (1 m са 0,81 m) су учинили да Опис Египта буде изванредно дело.
Прво издање се састојало од девет томова текстова, једног тома описа слика и десет томова слика. Два додатна тома у Мамутској величини су имала слике Антиквитета и Модерне државе и један том мапа (атлас) је урађен што значи да се комплетно издање састојало од укупно 23 тома. Десет томова слика који су објављени у оквиру издања су имала преко 3.000 цртежа, а већина је била у првом и другом тому, Природна историја. Многи цртежи нису били обојени, али неки су ручно бојени.

## Утицај
Многи истраживачи наводе да је Опис Египта био од кључног значаја за настанак новог поља египотологије. Египат је одувек фасцинирао Запад, али тек са Наполеоновом експедицијом крећу да се спроводе озбиљна истраживања на ову тему. Током кампање је у Француску донет и Камен из Розете који је користио Шамполион како би дешифровао хијероглифе и тако је коначно могло да почне озбиљно истраживање старог Египта коришћењем оригиналних записа, а не само текстова на латинском и старогрчком језику. Због свог значајног рада, Шамполион се сматра "оцем египтологије".
У академским круговима се због открића на истоку јавља нова идеја ex oriente lux (латински за: са Истока долази светло) чиме се признавао велики технолошки и научни успех који се јавио на древном Истоку, поготово у Египту. Наполеонова кампања је покренула талас интересовања за Египат и зато се појавио оријентализам као доминантан стил у уметности. Осим Описа Египта јављају се и друге утицајне публикације попут Путовање Горњим и Доњим Египтом (фр. Voyage dans la Basse et la Haute Egypt) Виванта Денона. Европа све више почиње да се интересује за Египат и његово наслеђе тако да се шаљу плачкашке и научне експедиције у ову земљу да сакупе експонате за музеје. Уметност старог Египта почиње да инспирише модерну архитектуру и у оквиру неокласицизма се јавља Египатски препород током ког граде нове зграде које подсећају на староегипатска здања. Појављују се зграде, мостови и надргобни споменици са египатским мотивима, а и намештај постаје инспирисан древним Егитом. Наполеонова кампања и публикација Описа Египта су покренули талас промоције древног Египта и овај период је имао толиког утицаја на друштво у 19. веку да се често назива и египтоманијом.

## Издања
Постоји неколико варијација ових издања, поготово првог који је некад могао да има и додатне томове. Неке колекције садрже чак по 29 томова, док је "стандардно" прво издање чинило 23 тома. Такође, многи од датума који се наводе као године публикације су много раније него што је сам том објављен. На пример, на насловној страни првог тома осме књиге (Histoire Naturelle) стоји да је публикована 1809. година, а заправо је на тржиште изашла тек 1826. године.

### Прво издање
- Књига 01 (1809), Том I - Antiquités, Descriptions.
- Књига 02 (1818), Том II - Antiquités, Descriptions.
- Књига 03 (1809), Том I - Antiquités, Mémoires.
- Књига 04 (1818), Том II - Antiquités, Mémoires.
- Књига 05 (1809), Том I - Etat Moderne.
- Књига 06 (1822), Том II - Etat Moderne.
- Књига 07 (1822), Том II - Etat Moderne (2´ Partie).
- Књига 08 (1809), Том I - Histoire Naturelle.
- Књига 09 (1813), Том II - Histoire Naturelle.
- Књига 10 (18xx), Том I - Préface et explication des planches.
- Књига 11 (1809), Том I - Planches : Antiquités.
- Књига 12 (18xx), Том II - Planches : Antiquités.
- Књига 13 (18xx), Том III - Planches : Antiquités.
- Књига 14 (18xx), Том IV - Planches : Antiquités.
- Књига 15 (1822), Том V - Planches : Antiquités.
- Књига 16 (1809), Том I - Planches : Etat Moderne.
- Књига 17 (1817), Том II - Planches : Etat Moderne.
- Књига 18 (1809), Том I - Planches : Histoire Naturelle.
- Књига 19 (1809), Том II - Planches : Histoire Naturelle.
- Књига 20 (1809), Том IIbis - Planches : Histoire Naturelle.
- Књига 21 (18xx), Том I - Planches : Antiquités. ("Mammutfolio")
- Књига 22 (18xx), Том I - Planches : Etat Moderne. ("Mammutfolio")
- Књига 23 (1818), Том I - Planches : Carte géographiques et topographique.("Mammutfolio")

### Друго издање
- Књига 01 (1821), Том I - Tome Premier Antiquités-Descriptions.
- Књига 02 (1821), Том II - Tome Deuxième Antiquités-Descriptions.
- Књига 03 (1821), Том III - Tome Troisième Antiquités-Descriptions.
- Књига 04 (1822), Том IV - Tome Quatrième Antiquités-Descriptions.
- Књига 05 (1829), Том V - Tome Cinquième Antiquités-Descriptions.
- Књига 06 (1822), Том VI - Tome Sixième Antiquités-Mémoires.
- Књига 07 (1822), Том VII - Tome Septième Antiquités-Mémoires.
- Књига 08 (1822), Том VIII - Tome Huitième Antiquités-Mémoires.
- Књига 09 (1829), Том IX - Tome Neuvième Antiquités-Mémoires et Descriptions.
- Књига 10 (1823), Том X - Explication Des Planches, D'Antiquités.
- Књига 11 (1822), Том XI - Tome Onzième Etat Moderne.
- Књига 12 (1822), Том XII - Tome Douzième Etat Moderne.
- Књига 13 (1823), Том XIII - Tome Treizième Etat Moderne.
- Књига 14 (1826), Том XIV - Tome Quatorzième Etat Moderne.
- Књига 15 (1826), Том XV - Tome Quinzième Etat Moderne.
- Књига 16 (1825), Том XVI - Tome Seizième Etat Moderne.
- Књига 17 (1824), Том XVII - Tome Dix-Septième Etat Moderne.
- Књига 18 (1826), Том XVIII - Tome Dix-Huitième Etat Moderne.
- Књига 19 (1829), Том XVIII - Tome Dix-Huitième (2´ Partie) Etat Moderne.
- Књига 20 (1830), Том XVIII - Tome Dix-Huitième (3´ Partie) Etat Moderne.
- Књига 21 (1824), Том XIX - Tome Dix-Neuvième Histoire Naturelle, Botanique-Météorologie.
- Књига 22 (1825), Том XX - Tome Vingtième Histoire Naturelle.
- Књига 23 (1826), Том XXI - Tome Vingt-Unième Histoire Naturelle, Minieralogie - Zoologie.
- Књига 24 (1827), Том XXII - Tome Vingt-Deuxième Histoire Naturelle, Zoologie. Animaux Invertébrés (suite).
- Књига 25 (1828), Том XXIII - Tome Vingt-Troisième Histoire Naturelle, Zoologie. Animaux Invertébrés (suite). Animaux Venteures.
- Књига 26 (1829), Том XXIV - Tome Vingt-Quatrième Histoire Naturelle, Zoologie.
- Књига 27 (1820), Том I - Planches : Antiquités.
- Књига 28 (182x), Том II - Planches : Antiquités.
- Књига 29 (182x), Том III - Planches : Antiquités.
- Књига 30 (182x), Том IV - Planches : Antiquités.
- Књига 31 (1823), Том V - Planches : Antiquités.
- Књига 32 (1822), Том I - Planches : Etat Moderne.
- Књига 33 (1823), Том II - Planches : Etat Moderne.
- Књига 34 (1826), Том I - Planches : Histoire Naturelle.
- Књига 35 (1826), Том II - Planches : Histoire Naturelle.
- Књига 36 (1826), Том IIbis - Planches : Histoire Naturelle.
- Књига 37 (1826), Том I - Planches : Atlas géographique.

## Оригинали
У децембру 2011. године је лажно изјављено да је манускрипт Описа Египта уништен током пожара који је избио у Египатском институту током протеста у Каиру. Заправо, колекција Института у којој се налазио сет од 23 тома првог издања је спашен и није било непоправљиве штете. По изјави министра културе Египта, осим овога у Египту се налазе још два сета оригиналног првог издања. Већина оригиналних рукописа направљених за Описе Египта се чува у Народном архиву и Народној библиотеци у Паризу.

## Галерија
Један од главних разлога за велики успех Описа Египта су богате илустрације које се налазе у њеним томовима:
- Илустрација Велике сфинге је тада била закопана у песку и Кеопсове пирамиде
- Панорамни поглед Велике луке
- Мапа Египта
- Илустрација локалне музичарке и играчице у њиховом дому
- Ручно овојена представа храма Филе
- Приказ пирамида у Фајуму
- Илустрација артефаката пронађених у Египту
- Двориште Џамије султана Хасана у Каиру
- Алатке које користе египћани
- Народни инструменти у Египту
- Илустрација птица
- Обојени рељеф из храма Мединет Хабу
- Мемнонови колоси и написи на њима
- Илустрација папируса (када је публикована хијероглифи још нису били дешифровани)